# 劉源清 (總兵官)
劉源清（？—1643年），山東承宣布政使司曹州府曹縣（今山東省曹縣）人，明朝軍事將領。劉澤清之弟。

## 生平
崇禎年間，擔任副將。崇禎四年，署左軍都督府都督僉事，任山海掛印總兵官。崇禎十五年(1642年)，擔任臨清總兵官、防護山東東兗東路，與榷關主事陳興言、同知路如瀛、判官徐應芳、吏目陳翔龍、在籍兵部侍郎張宗衡、員外郎邢泰吉、臨汾知縣尹任及振秀等合力備禦清軍進犯河間府。不久，城被圍，數人力拒數日，援不至，城破，一同陣亡。后贈太子少保。

## 外部連結
- 「鏢局」俠客如何行走江湖？朝廷文書一解身世之謎 （页面存档备份，存于）